# 3. HNL – Zapad 1998./99.
Treća hrvatska nogometna liga – Zapad 1998./1999.
| Poredak | Klub                      | Utakmica | Pobjeda | Neodlučeno | Poraza | Postigli golova | Primili golova | Gol-razlika | Bodova  | Sljedeća sezona                     |
| ------- | ------------------------- | -------- | ------- | ---------- | ------ | --------------- | -------------- | ----------- | ------- | ----------------------------------- |
| 1.      | NK Pomorac Kostrena       | 30       | 23      | 4          | 3      | 65              | 15             | +50         | 73      | 2. HNL 1999./00.                    |
| 2.      | NK Žminj                  | 30       | 21      | 4          | 5      | 52              | 25             | +27         | 67      | 3. HNL – Zapad 1999./00.            |
| 3.      | NK Uljanik Pula           | 30       | 13      | 7          | 10     | 33              | 35             | –2          | 46      | 3. HNL – Zapad 1999./00.            |
| 4.      | NK Buje                   | 30       | 13      | 6          | 11     | 49              | 33             | +16         | 44 (-1) | 3. HNL – Zapad 1999./00.            |
| 5.      | NK Grobničan              | 30       | 12      | 8          | 10     | 28              | 32             | –4          | 44      | 3. HNL – Zapad 1999./00.            |
| 6.      | NK Draga Mošćenička Draga | 30       | 12      | 7          | 11     | 34              | 37             | –3          | 43      | 3. HNL – Zapad 1999./00.            |
| 7.      | NK Nehaj Senj             | 30       | 11      | 9          | 10     | 43              | 33             | +10         | 42      | 3. HNL – Zapad 1999./00.            |
| 8.      | NK Opatija                | 30       | 11      | 7          | 12     | 34              | 38             | –4          | 40      | 3. HNL – Zapad 1999./00.            |
| 9.      | NK Pazinka Pazin          | 30       | 11      | 5          | 14     | 38              | 38             | 0           | 38      | 3. HNL – Zapad 1999./00.            |
| 10.     | NK Gospić                 | 30       | 10      | 7          | 13     | 32              | 31             | +1          | 36 (-1) | 3. HNL – Zapad 1999./00.            |
| 11.     | NK Istra Tar              | 30       | 9       | 9          | 12     | 33              | 39             | –6          | 36      | 3. HNL – Zapad 1999./00.            |
| 12.     | NK Rudar Labin            | 30       | 10      | 6          | 14     | 29              | 44             | –15         | 36      | 3. HNL – Zapad 1999./00.            |
| 13.     | NK Rovinj                 | 30       | 9       | 8          | 13     | 34              | 42             | –8          | 34 (-1) | 3. HNL – Zapad 1999./00.            |
| 14.     | NK Halubjan Viškovo       | 30       | 8       | 9          | 13     | 31              | 45             | –14         | 33      | 3. HNL – Zapad 1999./00.            |
| 15.     | NK Naprijed Hreljin       | 30       | 6       | 11         | 13     | 27              | 41             | –14         | 29      | 1. ŽNL Primorsko-goranska 1999./00. |
| 16.     | NK Umag                   | 30       | 4       | 7          | 19     | 26              | 60             | –34         | 19      | 1. ŽNL Istarska 1999./00.           |

U jedinstvenu 2. HNL je ušao NK Pomorac Kostrena, dok su u prve županijske lige ispali NK Naprijed i NK Umag.